# Callogorgia laevis
Callogorgia laevis is een zachte koraalsoort uit de familie Primnoidae. De koraalsoort komt uit het geslacht Callogorgia. Callogorgia laevis werd in 1911 voor het eerst wetenschappelijk beschreven door Thomson & Mackinnon. 